# Avenue de la Porte-de-Bagnolet
L'avenue de la Porte-de-Bagnolet est une voie du 20e arrondissement de Paris, en France.

## Situation et accès
L'avenue de la Porte-de-Bagnolet est une voie située dans le 20e arrondissement de Paris. Elle débute au 6, place de la Porte-de-Bagnolet et se termine avenue Cartellier et avenue Ibsen, au-dessus de l'échangeur de la porte de Bagnolet.

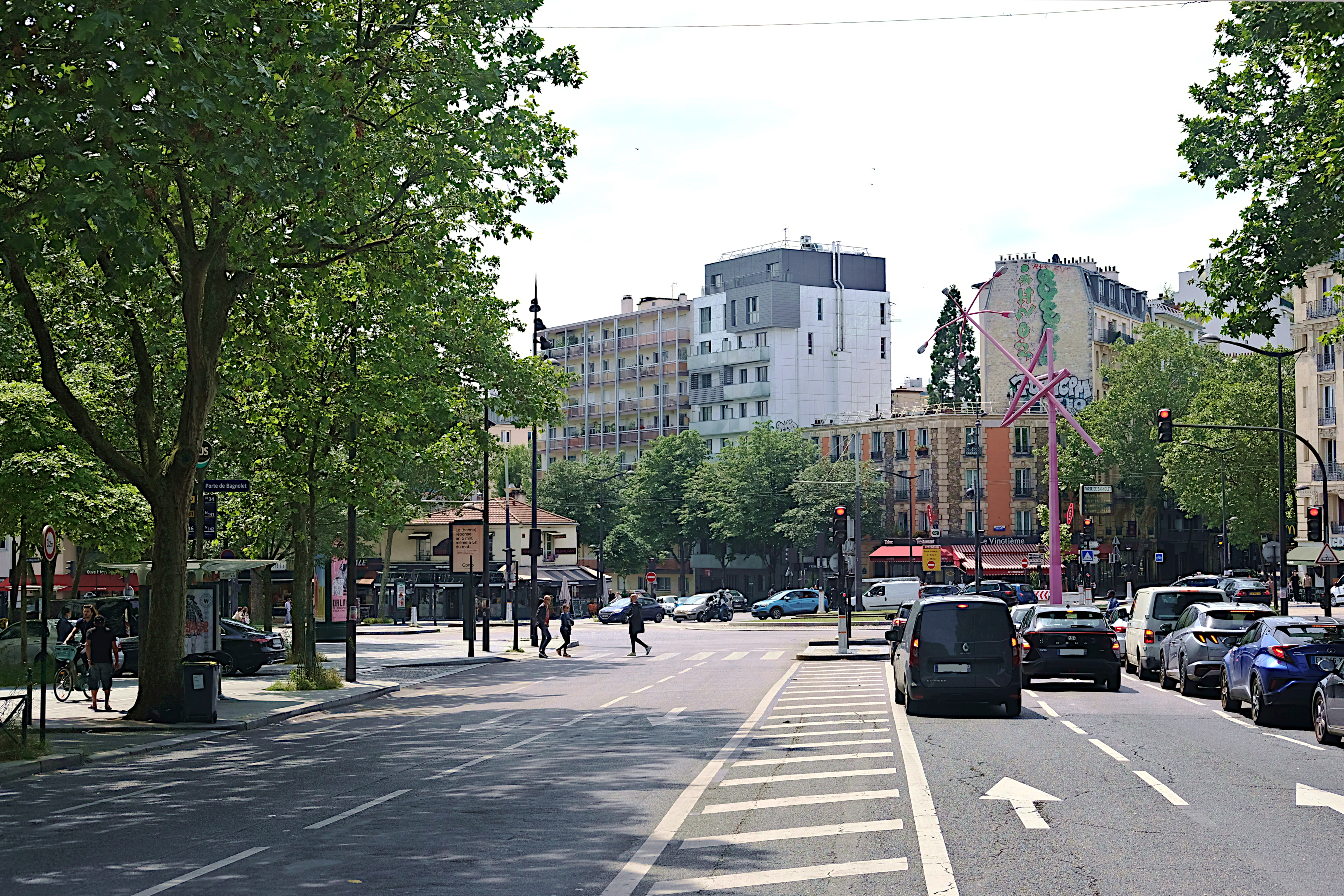
L'avenue vue en direction de la place de la Porte-de-Bagnolet.
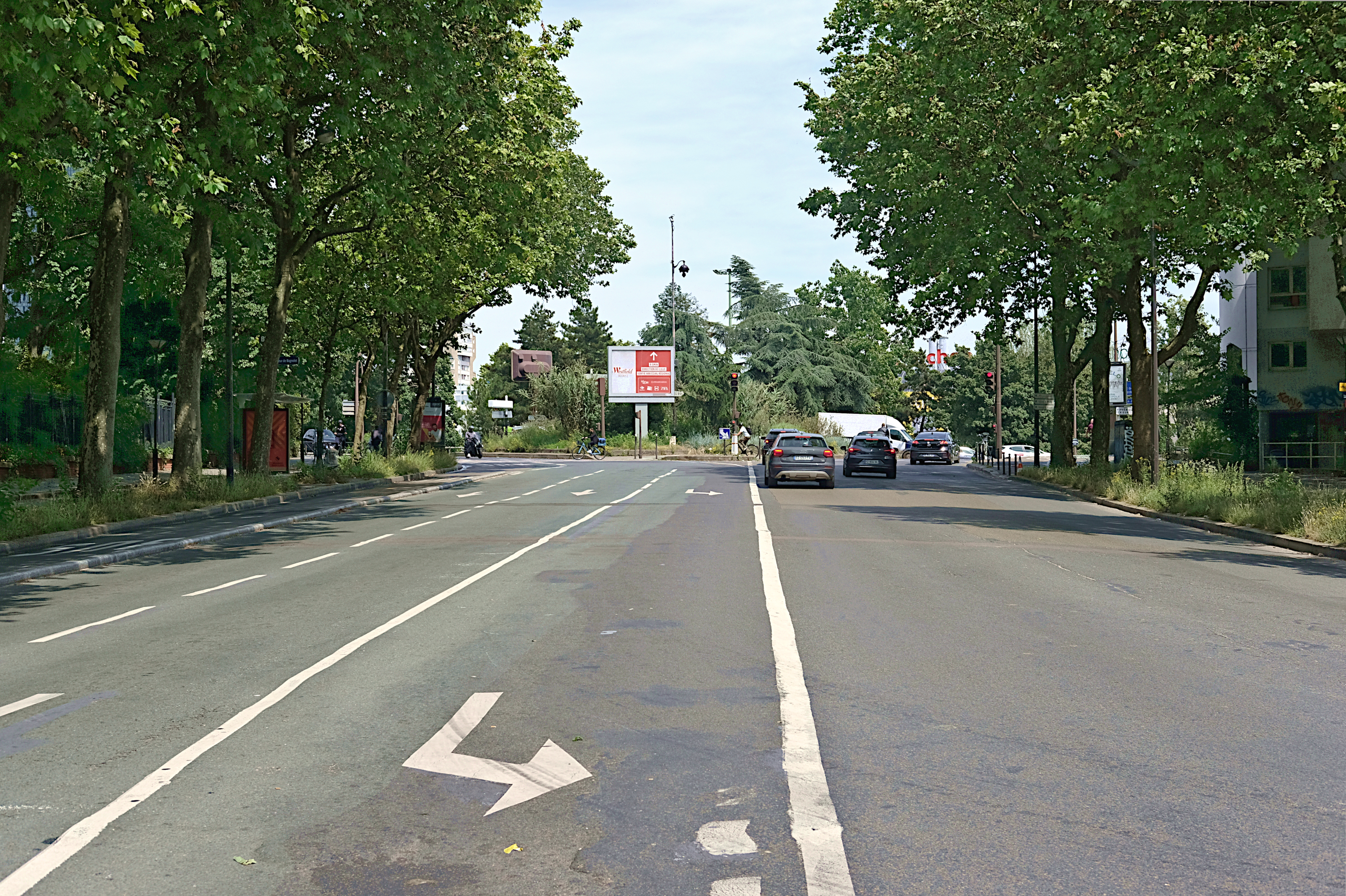
L'avenue vue en direction de l'échangeur de la porte de Bagnolet.

## Origine du nom
Elle porte ce nom car elle est située en partie sur l'emplacement de l'ancienne porte de Bagnolet de l'enceinte de Thiers à laquelle elle mène.

## Historique
La voie a été créée en 1931. La partie située entre le boulevard Davout et l'avenue Ibsen a été aménagée entre les bastions nos 14 et 15 de l'enceinte de Thiers. Le prolongement faisait partie de la rue de Paris à Bagnolet et a été annexé par la ville de Paris en 1930. La construction du périphérique et de l'échangeur de la porte en 1960 a supprimé cette dernière partie.